# استقلال خطی

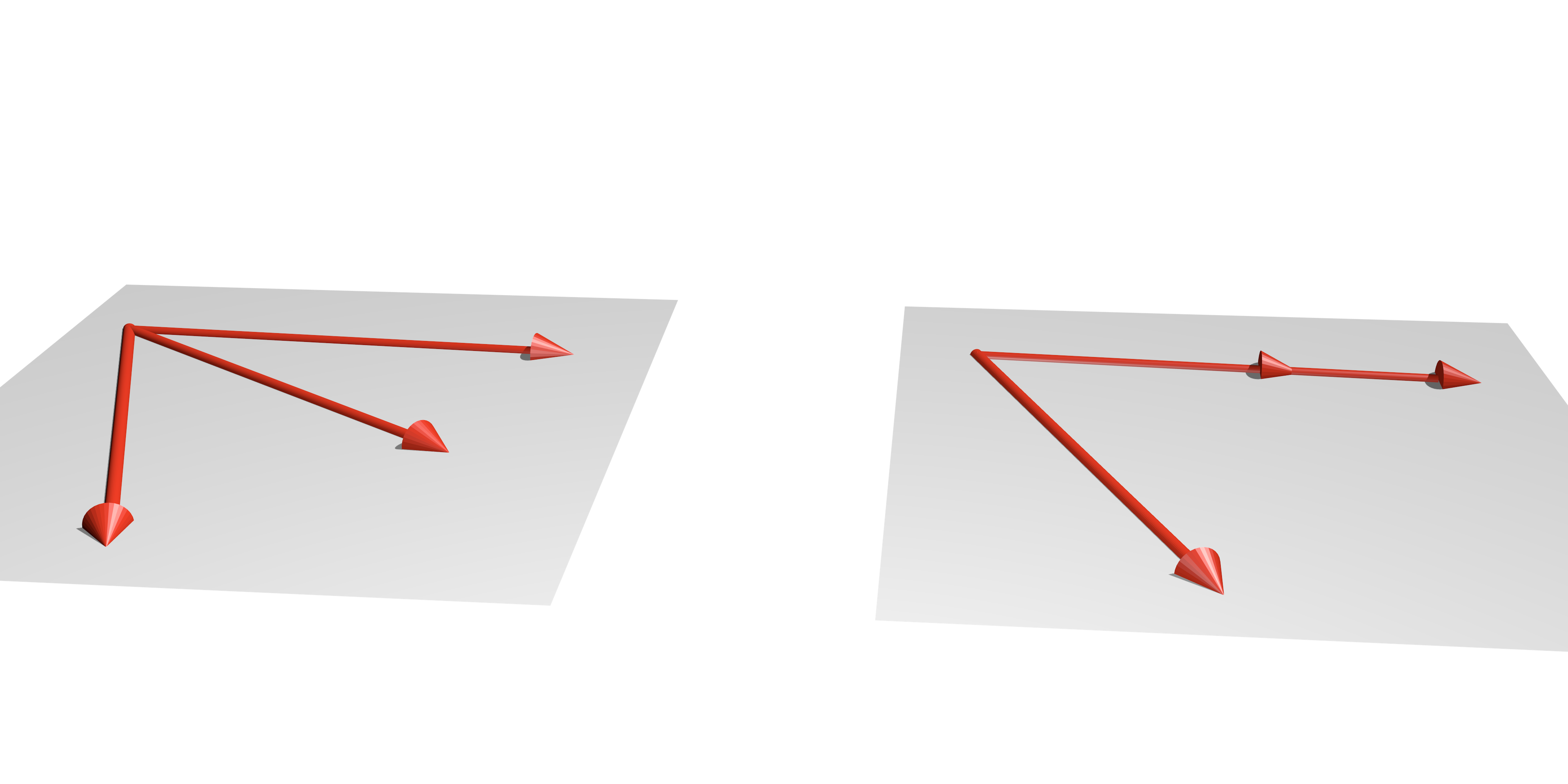
دو نمونه از بردارهای وابسته در فضای سه‌بعدی.

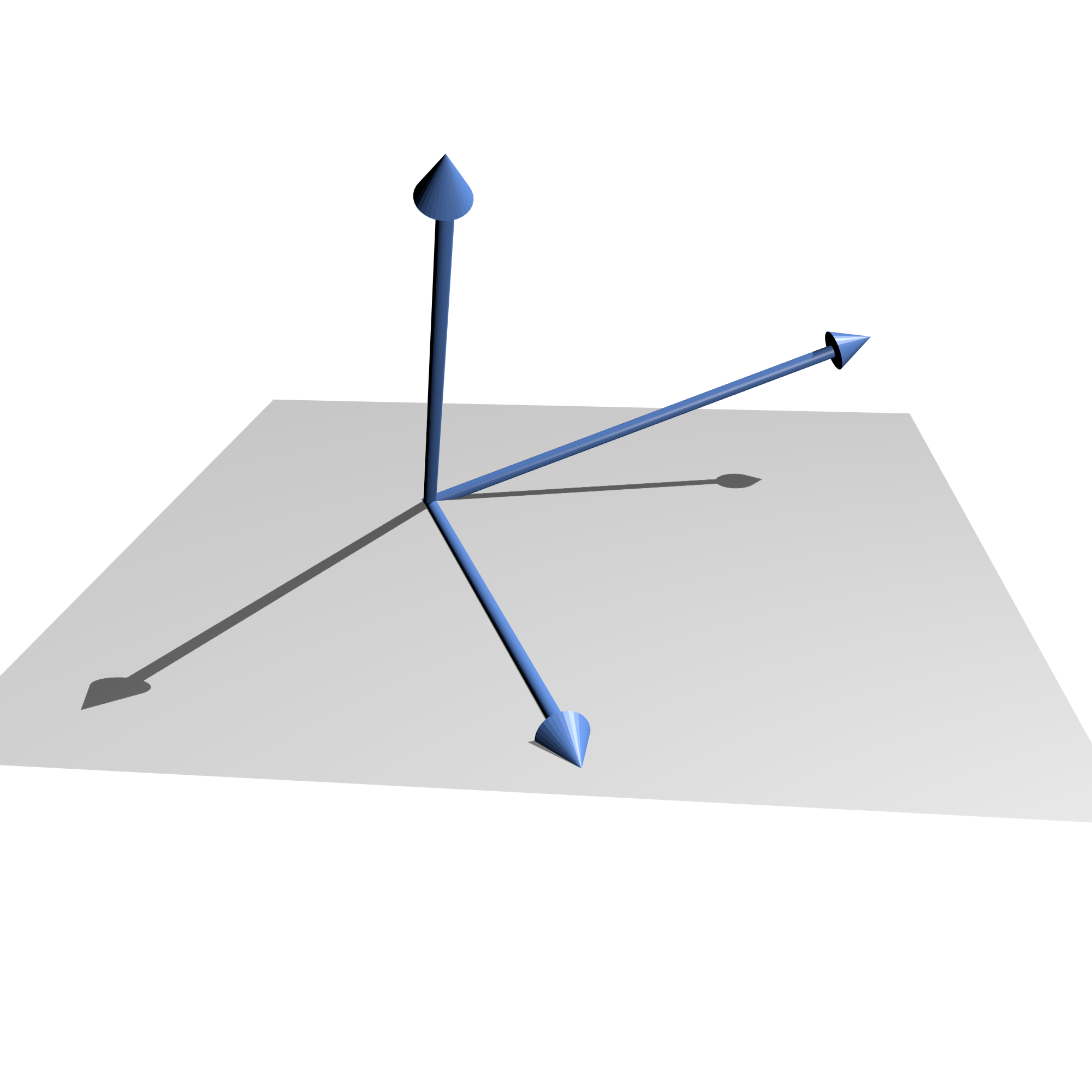
یک مجموعه بردار مستقل خطی

در جبر خطی، زیرمجموعه‌‌ای از بردارهای یک فضای برداری {\displaystyle V} مانند {\displaystyle {\mathcal {B}}=\{v_{1},\cdots ,v_{n}\}} را وابستهٔ خطی گویند هر گاه یکی از بردارها در اسپن بقیه بردارها موجود باشد {\displaystyle v_{n}\in \operatorname {Span} \{v_{1},\cdots ,v_{n-1}\}}. به عبارتی دیگر (طبق تعریف اسپن) یکی از بردارها را بتوان به صورت ترکیب خطی بردارهای دیگر بیان کرد {\displaystyle v_{n}=c_{1}v_{1}+\cdots +c_{n-1}v_{n-1}}.
اگر {\displaystyle {\mathcal {B}}} وابستهٔ خطی نباشد می‌گوییم این بردارها استقلال خطی (به انگلیسی: Linear Independence) دارند یا مستقل خطی هستند.

## تعریف
مجموعهٔ {\displaystyle {\mathcal {B}}} را مستقل خطی می‌نامیم اگر تنها جواب معادلهٔ {\displaystyle c_{1}v_{1}+\cdots +c_{n}v_{n}=0} جواب بدیهی {\displaystyle c_{1}=\cdots =c_{n}=0} باشد.
در غیر این صورت به این مجموعه وابسته خطی می‌گوییم. به عبارتی دیگر اگر معادلهٔ {\displaystyle c_{1}v_{1}+\cdots +c_{n}v_{n}=0} یک جواب غیربدیهی {\displaystyle \exists c_{i}\neq 0} داشته باشد وابسته خطی است. در این صورت به معادلهٔ مذکور رابطهٔ وابستگی خطی می‌گوییم. از این رابطه می‌توان هر بردار را بر حسب بردارهای دیگر به دست آورد: {\displaystyle v_{n}=(c_{1}v_{1}+\cdots +c_{n-1}v_{n-1})/c_{n}}
از این رابطه نتیجه می‌گیریم یکی از بردارها در اسپن بقیه بردارها وجود دارد: {\displaystyle v_{n}\in \operatorname {Span} \{v_{1},\cdots ,v_{n-1}\}} یا 
{\displaystyle v_{n}\in \operatorname {Span} ({\mathcal {B}}\backslash \{v_{n}\})}

### نتایج و قضایا
یک مجموعهٔ یک‌عضوی بردار {\displaystyle {\mathcal {B}}=\{v\}} را مستقل خطی می‌گوییم اگر و تنها اگر ناصفر باشد {\displaystyle v\neq 0}.
یک مجموعهٔ دوعضوی بردارها {\displaystyle {\mathcal {B}}=\{v_{1},v_{2}\}} را مستقل خطی می‌گوییم اگر و تنها اگر مضرب یکدیگر نباشند {\displaystyle v_{1}\neq cv_{2}}.
هر مجموعه‌ای شامل بردار صفر {\displaystyle 0\in {\mathcal {B}}} وابستهٔ خطی است.
مجموعهٔ بردارهای {\displaystyle {\mathcal {B}}=\{v_{1},\cdots ,v_{n}\}} با بیش از یک عضو وابستهٔ خطی است اگر و تنها اگر اندیسی مانند {\displaystyle k} وجود داشته باشد که بردار {\displaystyle v_{k}} با آن اندیس را بتوان به صورت ترکیب خطی {\displaystyle v_{k}=c_{1}v_{1}+\cdots +c_{k-1}v_{k-1}} از بردارهای با اندیس قبل از آن بیان کرد {\displaystyle v_{k}\in \operatorname {Span} \{v_{1},\cdots ,v_{k-1}\}}.

## برای توابع
طبق تعریف مذکور اگر فضای برداری را مجموعهٔ تمام توابع فرض کنیم به تعریف استقلال خطی توابع می‌رسیم:
اگر بتوان مجموعهٔ ضرایبی مانند {\displaystyle \{b_{1},b_{2},\cdots ,b_{n}\}\neq \{0\}} برای مجموعهٔ توابع {\displaystyle F=\{f_{1}(x),\cdots ,f_{n}(x)\}} پیدا کرد که {\displaystyle b_{1}f_{1}+b_{2}f_{2}+\cdots +b_{n}f_{n}=0} باشد (در یک دامنهٔ مشترک و پیوسته از آنها) در آن صورت مجموعهٔ توابع {\displaystyle F=\{f_{1}(x),\cdots ,f_{n}(x)\}} مستقل خطی نیستند. در غیر این صورت {\displaystyle F} را مستقل خطی می‌نامیم.

### استفاده از یک قضیه
اگر توابع {\displaystyle F=\{f_{1}(x),\cdots ,f_{n}(x)\}} (در یک دامنهٔ مشترک و پیوسته از آنها) همگی دارای مشتق تا مرتبهٔ {\displaystyle n-1} اُم باشند و همچنین اگر {\displaystyle W[f_{1},\cdots ,f_{n}](x)} رونسکین این توابع باشد، این قضیه بیان می‌کند که:
توابع {\displaystyle F} مستقل خطی اند اگر و تنها اگر بتوان یک {\displaystyle x_{0}} پیدا کرد که {\displaystyle W[f_{1},\cdots ,f_{n}](x_{0})\neq 0}.
این مفهوم در موارد زیر کاربرد دارد:
- تعیین خطی بودن یک مجموعه بردارها-
- تعیین رتبه ماتریس
- بررسی ابعاد فضاهای بردار
- طراحی و تحلیل سیستم‌های خطی در مهندسی